# Upphovsrätt

Copyrightsymbolen. (©). I en del länder har den behövts för att ange att ett verk är upphovsrättsskyddat.

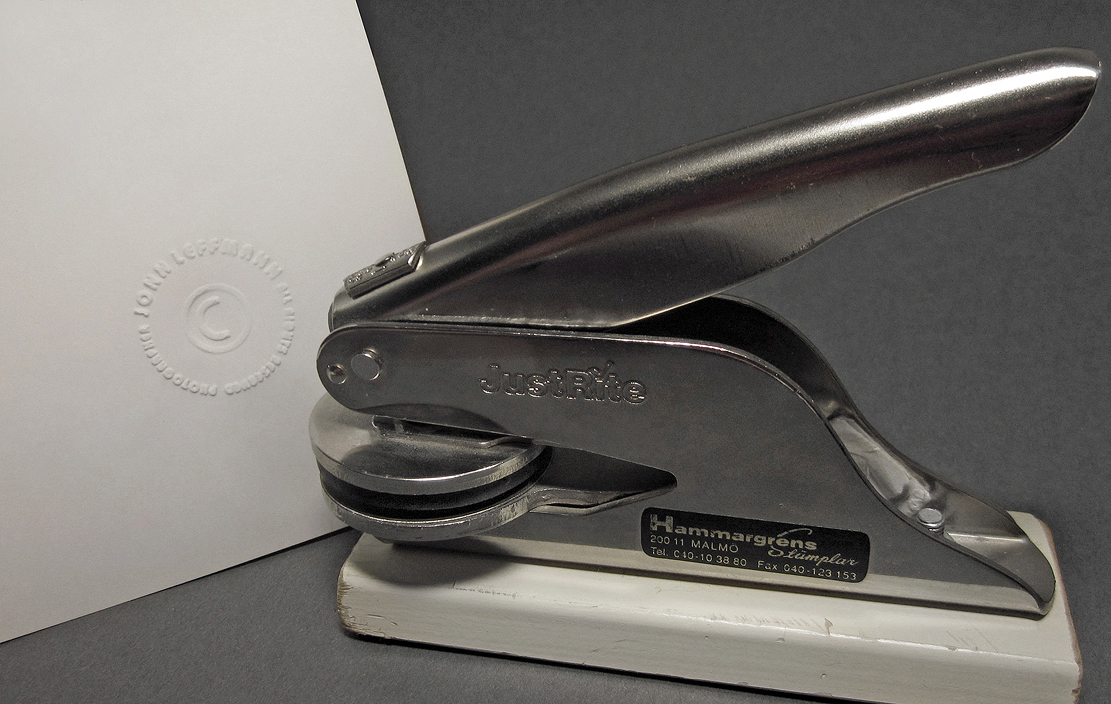
Copyrightsymbolen präglad på ett fotografi.

Upphovsrätt eller auktorrätt (engelska: copyright, "kopieringsrätt") bygger på idén att den person som har skapat ett verk av en viss verkshöjd också ska ha ensamrätt att bestämma hur detta verk får användas. Upphovsrätten kan skyddas genom bestämmelser om straff för den som utan upphovsmannens medgivande nyttjar verket. Lagstiftning eller praxis kan också medge skadestånd till upphovsmannen och förbud för annan att nyttja verket.
Ensamrätten innebär att upphovsmannen äger en ekonomisk rätt och kan äga en ideell rätt. Den ekonomiska rätten innebär rätt att trycka eller framföra verket för allmänheten och att åtnjuta ekonomisk ersättning därav. Den ideella rätten innebär att den som skapat ett verk har rätt att bli omnämnd som upphovsman och ett skydd att inte verket används på ett sätt som kränker upphovsmannens goda namn. Ensamrätten innebär också att personen har en ekonomisk rätt och kan få skadestånd om någon bryter mot lagen.
För att ett alster ska anses vara ett verk måste det ha uppnått verkshöjd. Det innebär att verket ska visa upp originalitet eller individuell särprägel som ett resultat av upphovsmannens personliga skapande. Det är med andra ord upphovsmannens säregna sätt att uttrycka något som skyddas, inte de idéer eller fakta som verket kan innehålla. Upphovsrätten gäller endast det som skapas av människor. Djur, till exempel målande schimpanser, har således ingen upphovsrätt.
Upphovsmannens ensamrätt är försedd med flera undantag, exempelvis rätt för andra att citera delar av ett verk (så kallad citaträtt).

## Upphovsrättens grunder
Den internationella upphovsrätten har vuxit fram ur två helt olika rättstraditioner.
- Den europeiska/franska, som har sitt ursprung i romersk rätt, baserad på skrivna lagar.
- Den anglosaxiska, som bygger på prejudikat istället för skriven lag.

Europeisk upphovsrätt är alltså ett resultat av lagstiftare som försökt skapa lagar som är rättvisa ur många olika aspekter, medan den anglosaxiska upphovsrätten är ett resultat av en lång rad civilmål, som oftast handlar om ekonomiska krav. Skillnaden märks i det faktum att europeiska upphovsrättslagar innefattar ära och heder såväl som ekonomisk rätt medan de anglosaxiska rättssystemen så gott som uteslutande handlar om ekonomi.

### Bernkonventionen
Mot bakgrund av ohöljd piratutgivning av utländska böcker, främst i USA  som var 1800-talets stora piratland, tog den franske författaren Victor Hugo på 1880-talet initiativ till det som blev Bernkonventionen från 1886. Konventionen är en internationell överenskommelse baserad på fransk upphovsrättslag. Organisatoriskt är det numera Förenta Nationernas fackorgan World Intellectual Property Organization, WIPO, med huvudkontor i Genève, som handhar upphovsrätt på internationell nivå.
Numera, efter flera revisioner, har konventionen tillträtts av 160 stater. Det dröjde till 1989 innan USA antog konventionen. Storbritannien skrev visserligen på redan 1888, men ändrade inte sin upphovsrättslag i enlighet med Bernkonventionen förrän 1988. Detta sena medlemskap är bland annat skälet till att man i USA fortfarande sätter det tidigare obligatoriska copyrightmärket på saker "för säkerhets skull" trots att detta inte alls behövs inom Bernkonventionen.
Bernkonventionen handlar om två rättigheter, den ideella och den ekonomiska.

### Ideell rätt
Den ideella rätten, även kallad moralisk rätt eller upphovsmannens droit moral, handlar om skaparens rätt att bli angiven som upphovsman och rätt att protestera om verket förändras så att det vanärar upphovsmannens rykte. I alla länder utom USA och Storbritannien (se nedan) kan upphovsmannen generellt aldrig överlåta den ideella rätten till någon annan, undantaget är programvara i Sverige. I många länder, bland annat Sverige, kan upphovsmannen skriftligen förbinda sig att avstå från att hävda den. Skillnaden kan tyckas vara hårfin men genom att den ideella rätten inte kan överlåtas, kan till exempel en uppdragsgivare inte lagligen sätta sitt namn på ett verk som någon annan skapat.

### Ekonomisk rätt
Den ekonomiska rätten är rätten till ersättning för verket när det nyttjas genom visning, vidareförsäljning eller kopiering. Denna rätt tillhör alltid i första hand upphovsmannen, även om han/hon är anställd men den kan genom avtal överlåtas till en annan juridisk eller fysisk person. Normalt sker sådan överlåtelse genom försäljning, direkt eller indirekt. En anställd kan till exempel ha en bestämmelse i sitt anställningsavtal som föreskriver att nyttjanderätten till allt han/hon skapar som anställd automatiskt tillfaller arbetsgivaren och eftersom ett anställningsavtal är en form av försäljningsavtal, där den anställde lovar tillhandahålla arbetsgivaren sin tid etc mot en viss ersättning, blir i detta fall nyttjanderätten en del av denna försäljning. Försäljningen kan ske helt eller delvis. En hel försäljning innebär att upphovsmannen mot överenskommen ersättning avstår från alla ytterligare krav på ersättning medan en delvis försäljning, som är mycket vanlig inom underhållningsbranschen, innebär att upphovsmannen har rätt till viss ersättning (royalty) från varje försäljning och uppförande.

### Lokala variationer
Medlemsländernas upphovsrättslagar måste i sina huvuddrag överensstämma med Bernkonventionen, men det finns stort utrymme för lokala lösningar, vilket är orsaken till att upphovsrättslagarna skiljer sig så mycket åt mellan medlemsländerna. Framförallt är skillnaden fortfarande stor mellan Europa och USA vad gäller de moraliska rättigheterna. Rätten att bli erkänd som skapare kan till exempel fortfarande överlåtas och förhandlas bort i USA och Storbritannien, ett förhållande som vållar en het debatt inom vissa amerikanska artistcirklar, där man vill åtnjuta samma skydd som europeiska kollegor haft i över 100 år.

## Upphovsrättsdirektivet
Upphovsrättsdirektivet var/är ett förslag till ny upphovsrättslagstiftning i EU. En majoritet i EU-nämnden, som även regeringspartnern Miljöpartiet anslöt sig till, tvingade regeringen att byta fot. Men i mars 2019 accepterade EU-parlamentet direktivet med 348 parlamentsledamöter för och 278 mot.

## Upphovsrätt i Sverige
I Sverige regleras upphovsrätten i lagen (1960:729) om upphovsrätt. Lagen kompletteras av bestämmelser i upphovsrättsförordningen (1993:1212) och internationella upphovsrättsförordningen (1994:193) 
Upphovsrättslagen är anpassad till olika internationella överenskommelser, framför allt Bernkonventionen för skydd av litterära och konstnärliga verk. Lagen antogs 1960 och har sedan dess reviderats ett flertal gånger. Den nuvarande versionen gäller från 1 juli 1994 och innebär bland annat att upphovsrätten till fotografisk bild intagits i upphovsrättslagen efter att tidigare ha reglerats i en separat fotografilag.
Myndighets yttrande eller beslut enligt 9 § Upphovsrättslagen har inte upphovsrätt. I Sverige gäller det beslutets text, inte bifogade bilder.
Straffet för avsiktligt intrång i upphovsrätten eller intrång av grov oaktsamhet är böter eller fängelsestraff i upp till två år. Dessutom kan avsevärda skadestånd utkrävas.

## Upphovsrättsfrågan
Upphovsrättsfrågan handlar om avvägningen mellan skaparens möjlighet att få kompensation för sin kreativa arbetsinsats och användarens önskemål att utnyttja verken, både för egen konsumtion och som utgångspunkt för nya kreativa verk. Avvägningen kan i praktiken påverka också möjligheten för utgivare och samhället att dra nytta av verken.
1900-talet har präglats av att skaparens rättigheter har förstärkts i enlighet med en allmän förstärkning av rättigheterna för Intellektuell egendom. På 2000-talet har den ökade möjligheten att digitalisera verk och den möjlighet till spridning och kopiering som internet gett möjligheter för privatpersoner att lätt bryta mot upphovsrättsreglerna.
I debatten om upphovsrättsfrågan fördes tidigt på 2000-talet fram alternativet Avskaffa upphovsrätten, vilket dock efter nya tekniska lösningar och ändrade lagar har fått ett allt mindre gehör.
Debatten har därefter främst handlat om minskning av längden på upphovsrättsskydd och att införa verkslicenser som primära verktyg för upphovsrättsskydd.[källa behövs]

## Originalitet
Vanligtvis måste ett verk uppfylla minimala originalitetskrav för att erhålla upphovsrätt, och upphovsrätten gäller under en viss period (i vissa jurisdiktioner kan denna period förlängas). Olika länder tillämpar olika kriterier, men kraven är vanligtvis låga; i Förenade kungariket krävs viss "färdighet, ansträngning och omdöme". I Australien och Förenade kungariket anses inte ett enstaka ord räcka för att skapa ett upphovsrättsskyddat verk. Däremot kan enstaka ord eller korta fraser ibland registreras som varumärken.
Upphovsrättslagen erkänner författarens rättigheter baserat på om verket verkligen är ett originellt skapande, snarare än om det är unikt; två författare kan inneha upphovsrätten till två väsentligen identiska verk om det fastställs att dupliceringen var slumpmässig och att inget av verken kopierats från det andra.  

## Registrering
I alla länder som följer Bernkonventionens standarder uppstår upphovsrätt automatiskt och kräver ingen officiell registrering hos någon statlig myndighet. Så snart en idé får materiell form, till exempel genom att fastställas på en fast bärare (som en teckning, noter, fotografi, videoband eller datorfil), har rättighetsinnehavaren rätt att hävda sina exklusiva rättigheter. Även om registrering inte krävs för att utöva upphovsrätten, fungerar den i jurisdiktioner där registrering är lagstadgad som prima facie-bevis för att upphovsrätten är giltig och tillåter rättighetsinnehavaren att kräva ersättning enligt lag samt advokatarvoden. (I USA ger registrering efter intrång endast rätt till faktisk skada och utebliven vinst). 
En utbredd strategi för att undvika kostnader för upphovsrättsregistrering kallas "upphovsrätt för de fattiga". Den innebär att skaparen skickar verket till sig själv i ett förseglat kuvert med rekommenderat brev, med postsstämpel som datumbevis. Denna metod har inte erkänts i något publicerat rättsfall i USA. USA:s upphovsrättskontor hävdar att denna metod inte ersätter faktisk registrering. Storbritanniens immaterialrättsmyndighet diskuterar metoden och påpekar att den (liksom kommersiella register) inte utgör ett ovedersägligt bevis på verkets originalitet och inte fastställer vem som skapat det.